# Sant’Egidio alla Vibrata
Sant’Egidio alla Vibrata – miejscowość i gmina we Włoszech, w regionie Abruzja, w prowincji Teramo.
Według danych na rok 2004 gminę zamieszkiwało 8814 osób, 489,7 os./km².